# The Everlasting Secret Family
The Everlasting Secret Family je australský hraný film z roku 1988, který režíroval Michael Thornhill podle stejnojmenné sbírky povídek Franka Moorhouse z roku 1980. Snímek měl premiéru 3. března 1988.

## Děj
Fiktivní skupina homosexuálních mužů středního věku, včetně vlivných osob jako senátor či soudce nejvyššího soudu, uplatňuje kvazizednářský vliv a moc nad dospívajícími studenty ze soukromé chlapecké střední školy. Senátor naváže dlouholetý vztah s jedním z mladíků. Ten se rozhodne, že si své postavení vydržovaného společníka udrží za každou cenu i poté, co se senátor, posléze ministr, na oko ožení.

## Obsazení
| Mark Lee         | mladík        |
| Dennis Miller    | řidič Eric    |
| John Meillon     | soudce        |
| Arthur Dignam    | senátor       |
| Heather Mitchell | jeho manželka |
| Paul Goddard     | jejich syn    |